# 1942
Il 1942 (MCMXLII in numeri romani) è un anno  del XX secolo.

## Eventi

### Gennaio
- 1º gennaio - viene utilizzata ufficialmente per la prima volta l'espressione "Nazioni Unite" per indicare il patto tra gli Alleati.
- 2 gennaio - Manila viene occupata dalle forze giapponesi.
- 7 gennaio - inizia l'assedio della penisola di Bataan.
- 11 gennaio
  - Il Giappone dichiara guerra ai Paesi Bassi e invade le Indie Orientali Olandesi.
  - Kuala Lumpur viene occupata dall'esercito giapponese.
- 20 gennaio:
- il Giappone invade la Birmania.
- Olocausto: alla Conferenza di Wannsee di Berlino viene predisposta la soluzione finale della questione ebraica.
- 25 gennaio - la Thailandia dichiara guerra agli Stati Uniti e al Regno Unito.
- 26 gennaio - sbarcando in Irlanda, giunge in Europa il primo contingente militare proveniente dagli Stati Uniti.

### Febbraio
- 10 febbraio - USA: Glenn Miller riceve il primo Disco d'oro della storia.
- 11 febbraio - Operazione Cerberus: una flottiglia di navi tedesche della Kriegsmarine partita da Brest, Francia, raggiunge i porti sicuri in Germania e Danimarca, attraverso la Manica, senza alcuna perdita.
- 15 febbraio - Singapore viene presa dalle forze giapponesi.
- 19 febbraio - circa 150 aeroplani giapponesi bombardano Darwin, in Australia.
- 24 febbraio-25 febbraio  - nella cosiddetta battaglia di Los Angeles un'ondata di allarmi aerei fanno temere un attacco giapponese.

### Marzo
- 16 marzo - in Italia, il nuovo codice civile è approvato con il regio decreto legge n. 262, sostituendo il precedente del 1865.

### Aprile
- 2 aprile - giunge al Primo ministro britannico Winston Churchill una lettera del presidente F.D. Roosevelt in cui si preannuncia l'arrivo nella capitale britannica di Harry Hopkins, eminenza grigia del presidente per la politica estera, e del generale George Marshall, capo di stato maggiore dell'esercito. «Essi vi sottoporranno» scrive Roosevelt «un piano che, spero, sarà accolto con entusiasmo dalla Russia...». Si tratta del progetto di aprire un secondo fronte in Francia.
- 3 aprile - le forze giapponesi iniziano l'assalto finale contro le forze statunitensi e Filippine arroccate nella penisola di Bataan.
- 9 aprile - caduta di Bataan ed inizio della Marcia della morte di Bataan.
- 18 aprile - con un audace raid, noto come Doolittle Raid, gli Stati Uniti bombardano Tokyo come rappresaglia per l'attacco subito a Pearl Harbor.

### Maggio
- 6 maggio - a Corregidor, isola della Baia di Manila, le ultime forze americane e filippine si arrendono alle forze giapponesi.
- 8 maggio - termina la Battaglia del Mar dei Coralli.
- 9 maggio - Seconda battaglia di Char'kov: in Ucraina le forze sovietiche catturano la città di Charkiv.
- 27 maggio - Operazione Anthropoid: attentato al gerarca nazista Reinhard Heydrich a Praga. Morirà, per le ferite riportate il 4 giugno.

### Giugno
- Giugno - Italia: si costituisce, tra le forze antifasciste, il Partito d'Azione. Due sono le correnti che lo compongono, una liberalsocialista, l'altra di Giustizia e Libertà. Si elabora un programma per la costruzione di uno stato postfascista, che tende ad una economia mista e alla nazionalizzazione dei grandi monopoli industriali e finanziari. Fra i massimalisti Pietro Nenni, fra i riformisti Sandro Pertini.
- 7 giugno
  - Battaglia delle Midway tra le forze americane e quelle giapponesi.
  - Forze giapponesi invadono le Isole Aleutine.
- 9 giugno - il villaggio ceco di Lidice, nell'allora Protettorato di Boemia e Moravia, viene distrutto e tutti i suoi abitanti massacrati come rappresaglia all'uccisione in un attentato di Reinhard Heydrich.
- 12 giugno - tredicesimo compleanno di Anna Frank.
- 14 giugno - la Roma, battendo per 2-0 il Modena allo stadio Flaminio, si aggiudica il primo scudetto della sua storia. È anche il primo scudetto per una squadra del centro-sud; per rivivere un evento del genere bisognerà aspettare a lungo, 28 anni, con il sorprendente scudetto cagliaritano.
- 18 giugno - nascita di Paul McCartney, bassista dei Beatles

### Luglio
- 1-31 luglio - Prima battaglia di El Alamein tra le forze italo-tedesche e quelle britanniche.
- 13 luglio - gli U-Boot tedeschi affondano tre mercantili nel Golfo di San Lorenzo.
- 16 luglio - Olocausto: per ordine di Pierre Laval, primo ministro del governo della Francia di Vichy, la polizia francese arresta 13.000-20.000 ebrei.
- 19 luglio - Battaglia dell'Atlantico: il Großadmiral Karl Dönitz ordina ai propri U-Boot di ritirarsi dalle coste americane.
- 22 luglio - Olocausto: inizia la sistematica deportazione degli ebrei dal Ghetto di Varsavia.

### Agosto
- 7 agosto - Campagna di Guadalcanal: i marines statunitensi iniziano la prima azione offensiva della guerra nel Pacifico, sbarcando a Guadalcanal, nelle Isole Salomone.
- 17 agosto - Prima legge organica in materia urbanistica in Italia. Legge 17 agosto 1942 n. 1150.
- 19 agosto - Raid su Dieppe da parte delle Forze alleate. Lo sbarco sulla costa della Francia occupata dai tedeschi ha un esito disastroso.
- 22 agosto - il Brasile dichiara guerra alla Germania e all'Italia.

### Settembre
- 9 settembre - un idrovolante giapponese, pilotato dall'ufficiale Nobuo Fujita, lanciato da un sommergibile, compie la prima incursione sul territorio degli Stati Uniti d'America: vengono lanciate due bombe incendiarie nelle foreste dell'Oregon.
- 20 settembre - Göteborg, Svezia: Gunder Hägg infrange la barriera dei 14 minuti sui 5000 metri, fermando il cronometro a 13.58,20.

### Ottobre
- 3 ottobre - USA: La canzone White Christmas di Irving Berlin raggiunge il primo posto nelle classifiche. In seguito ne verranno vendute oltre 30 milioni di copie in tutto il mondo.
- 11 ottobre - Battaglia di Capo Speranza: a nord-est di Guadalcanal la flotta americana intercetta la flotta giapponese con rifornimenti e truppe destinate alla difesa dell'isola.
- 22 ottobre - 85 bombardieri pesanti britannici Lancaster colpiscono duramente Genova. È l'inizio di una serie di devastanti bombardamenti sulle città italiane.
- 23 ottobre - inizio della Seconda battaglia di El Alamein.

### Novembre
- 3 novembre - Seconda battaglia di El Alamein: Rommel ordina il ripiegamento delle truppe superstiti verso il confine egiziano-libico, poi lo attraversa e si stabilisce in Cirenaica.
- 6 novembre - Seconda battaglia di El Alamein: i resti della Divisione Folgore, in ritirata da El Alamein, si arrendono agli inglesi dopo aver distrutto le proprie armi rese inutili dall'esaurimento delle munizioni.
- 8 novembre - Operazione Torch: truppe americane sbarcano in Marocco e in Algeria. In risposta, truppe italo-tedesche occupano la Tunisia francese.
- 10 novembre - la Wehrmacht invade la Francia di Vichy dopo la firma dell'armistizio da parte dell'ammiraglio François Darlan con gli Alleati nel Nord Africa. Per lo stesso motivo (ma anche per evitare che l'ingombrante alleato germanico si schieri al confine occidentale) un distaccamento del "Nizza Cavalleria" occupa Nizza e la città entra, per la prima ed ultima volta, a far parte del Regno d'Italia.
- 12 novembre - sbarco italiano in Corsica (senza alcuna resistenza).
- 12-15 novembre - inizia la battaglia navale di Guadalcanal tra le forze americane e quelle giapponesi.
- 19 novembre - Battaglia di Stalingrado: le forze sovietiche di Georgij Konstantinovič Žukov lanciano l'operazione Urano e circondano la 6. Armee, e parte della IV Armata a Stalingrado.
- 27 novembre - a Tolone, la flotta francese autoaffonda le proprie navi e sottomarini per non farle cadere in mano ai tedeschi che hanno bloccato il porto.
- 27 novembre - a Seattle nasce Jimi Hendrix, uno dei più influenti musicisti della storia.

### Dicembre
- 2 dicembre - nei locali dello stadio universitario "Stagg Field" di Chicago, Enrico Fermi realizza la prima reazione nucleare della storia.
- 11 dicembre - Operazione Saturno: due armate sovietiche attaccano il settore tenuto dall'VIII Armata Italiana; inizia la Seconda battaglia difensiva del Don.
- 24 dicembre - Algeri: un giovane francese, Fernand Bonnier de la Chapelle, uccide con due colpi di pistola l'ammiraglio François Darlan, rappresentante militare del governo di Vichy.

## Nati
Ci sono circa 2 800 voci su persone nate nel 1942; vedi la pagina Nati nel 1942 per un elenco descrittivo o la categoria Nati nel 1942 per un indice alfabetico.

## Morti
Ci sono circa 1 090 voci su persone morte nel 1942; vedi la pagina Morti nel 1942 per un elenco descrittivo o la categoria Morti nel 1942 per un indice alfabetico.

## Calendario
| Calendario 1942 | Calendario 1942 | Calendario 1942 | Calendario 1942 | Calendario 1942 | Calendario 1942 | Calendario 1942 | Calendario 1942 | Calendario 1942 | Calendario 1942 | Calendario 1942 | Calendario 1942 | Calendario 1942 | Calendario 1942 | Calendario 1942 | Calendario 1942 | Calendario 1942 | Calendario 1942 | Calendario 1942 | Calendario 1942 | Calendario 1942 | Calendario 1942 | Calendario 1942 | Calendario 1942 | Calendario 1942 | Calendario 1942 | Calendario 1942 | Calendario 1942 | Calendario 1942 | Calendario 1942 | Calendario 1942 | Calendario 1942 | Calendario 1942 |
| --------------- | --------------- | --------------- | --------------- | --------------- | --------------- | --------------- | --------------- | --------------- | --------------- | --------------- | --------------- | --------------- | --------------- | --------------- | --------------- | --------------- | --------------- | --------------- | --------------- | --------------- | --------------- | --------------- | --------------- | --------------- | --------------- | --------------- | --------------- | --------------- | --------------- | --------------- | --------------- | --------------- |
|                 | 1               | 2               | 3               | 4               | 5               | 6               | 7               | 8               | 9               | 10              | 11              | 12              | 13              | 14              | 15              | 16              | 17              | 18              | 19              | 20              | 21              | 22              | 23              | 24              | 25              | 26              | 27              | 28              | 29              | 30              | 31              |                 |
| Gennaio         | Gi              | Ve              | Sa              | Do              | Lu              | Ma              | Me              | Gi              | Ve              | Sa              | Do              | Lu              | Ma              | Me              | Gi              | Ve              | Sa              | Do              | Lu              | Ma              | Me              | Gi              | Ve              | Sa              | Do              | Lu              | Ma              | Me              | Gi              | Ve              | Sa              |                 |
| Febbraio        | Do              | Lu              | Ma              | Me              | Gi              | Ve              | Sa              | Do              | Lu              | Ma              | Me              | Gi              | Ve              | Sa              | Do              | Lu              | Ma              | Me              | Gi              | Ve              | Sa              | Do              | Lu              | Ma              | Me              | Gi              | Ve              | Sa              |                 |                 |                 |                 |
| Marzo           | Do              | Lu              | Ma              | Me              | Gi              | Ve              | Sa              | Do              | Lu              | Ma              | Me              | Gi              | Ve              | Sa              | Do              | Lu              | Ma              | Me              | Gi              | Ve              | Sa              | Do              | Lu              | Ma              | Me              | Gi              | Ve              | Sa              | Do              | Lu              | Ma              |                 |
| Aprile          | Me              | Gi              | Ve              | Sa              | Do              | Lu              | Ma              | Me              | Gi              | Ve              | Sa              | Do              | Lu              | Ma              | Me              | Gi              | Ve              | Sa              | Do              | Lu              | Ma              | Me              | Gi              | Ve              | Sa              | Do              | Lu              | Ma              | Me              | Gi              |                 |                 |
| Maggio          | Ve              | Sa              | Do              | Lu              | Ma              | Me              | Gi              | Ve              | Sa              | Do              | Lu              | Ma              | Me              | Gi              | Ve              | Sa              | Do              | Lu              | Ma              | Me              | Gi              | Ve              | Sa              | Do              | Lu              | Ma              | Me              | Gi              | Ve              | Sa              | Do              |                 |
| Giugno          | Lu              | Ma              | Me              | Gi              | Ve              | Sa              | Do              | Lu              | Ma              | Me              | Gi              | Ve              | Sa              | Do              | Lu              | Ma              | Me              | Gi              | Ve              | Sa              | Do              | Lu              | Ma              | Me              | Gi              | Ve              | Sa              | Do              | Lu              | Ma              |                 |                 |
| Luglio          | Me              | Gi              | Ve              | Sa              | Do              | Lu              | Ma              | Me              | Gi              | Ve              | Sa              | Do              | Lu              | Ma              | Me              | Gi              | Ve              | Sa              | Do              | Lu              | Ma              | Me              | Gi              | Ve              | Sa              | Do              | Lu              | Ma              | Me              | Gi              | Ve              |                 |
| Agosto          | Sa              | Do              | Lu              | Ma              | Me              | Gi              | Ve              | Sa              | Do              | Lu              | Ma              | Me              | Gi              | Ve              | Sa              | Do              | Lu              | Ma              | Me              | Gi              | Ve              | Sa              | Do              | Lu              | Ma              | Me              | Gi              | Ve              | Sa              | Do              | Lu              |                 |
| Settembre       | Ma              | Me              | Gi              | Ve              | Sa              | Do              | Lu              | Ma              | Me              | Gi              | Ve              | Sa              | Do              | Lu              | Ma              | Me              | Gi              | Ve              | Sa              | Do              | Lu              | Ma              | Me              | Gi              | Ve              | Sa              | Do              | Lu              | Ma              | Me              |                 |                 |
| Ottobre         | Gi              | Ve              | Sa              | Do              | Lu              | Ma              | Me              | Gi              | Ve              | Sa              | Do              | Lu              | Ma              | Me              | Gi              | Ve              | Sa              | Do              | Lu              | Ma              | Me              | Gi              | Ve              | Sa              | Do              | Lu              | Ma              | Me              | Gi              | Ve              | Sa              |                 |
| Novembre        | Do              | Lu              | Ma              | Me              | Gi              | Ve              | Sa              | Do              | Lu              | Ma              | Me              | Gi              | Ve              | Sa              | Do              | Lu              | Ma              | Me              | Gi              | Ve              | Sa              | Do              | Lu              | Ma              | Me              | Gi              | Ve              | Sa              | Do              | Lu              |                 |                 |
| Dicembre        | Ma              | Me              | Gi              | Ve              | Sa              | Do              | Lu              | Ma              | Me              | Gi              | Ve              | Sa              | Do              | Lu              | Ma              | Me              | Gi              | Ve              | Sa              | Do              | Lu              | Ma              | Me              | Gi              | Ve              | Sa              | Do              | Lu              | Ma              | Me              | Gi              |                 |

## Premi Nobel
Quest'anno non è stato assegnato alcun Premio Nobel.